# 藻利重隆
藻利 重隆（もうり しげたか、1911年11月30日 - 2000年２月18日）は、日本の経営学者。専門は労務管理。一橋大学名誉教授、山梨学院大学名誉教授である。博士（商学）（1960年、一橋大学にて取得）。紫綬褒章及び勲二等瑞宝章受章。元日本経営学会理事長。

## 経歴
出生から修学期
1911年、愛媛県松山市で生まれた。1924年3月、愛媛師範学校附属小学校（現・愛媛大学教育学部附属小学校）を卒業し、愛媛県立松山商業学校（現・愛媛県立松山商業高等学校）に進学。1929年3月に卒業し、同年4月に無試験で山口高等商業学校（現・山口大学経済学部）に入学した。在学中の1930年4月から1932年3月まで、山口高等商業学校特待生であった。東京商科大学（現・一橋大学）に進み、増地庸治郎ゼミナールで指導を受けた。1935年3月に卒業し、東京商科大学研究科に進んだが、1936年2月に中退。
商学研究者として(戦前)
研究科を中退して名古屋高等商業学校（現・名古屋大学）講師に就いた。1937年8月、大日本帝国陸軍輜重兵特務兵として応召。1938年3月、大日本帝国陸軍輜重兵一等兵に昇進し、名古屋高等商業学校教授に昇格した。
太平洋戦争後
1946年11月、東京産業大学（現・一橋大学）助教授に転じた。1949年5月に新制大学として一橋大学が発足すると同商学部助教授。1950年6月に同教授昇任。1960年3月、学位論文『労務管理の本質に関する経営学的研究』を一橋大学に提出して商学博士号を取得。1962年12月からは一橋大学商学部長を務めた。
1975年3月に一橋大学を退任し、名誉教授となった。同年4月からは中央大学商学部教授として教鞭を執った。1982年4月、山梨学院大学教授に就いた。1988年に山梨学院大学を退職し、名誉教授となった。2000年に死去。死去と同時に叙従三位。

### 委員・役員ほか
- 労働省技能者養成委員会委員就任(1949年)
- 通商産業省産業合理化審議会専門委員(1950年 - 1951年)
- 文部省学術審議会専門委員就任(1969年)
- 学校法人松山商科大学（現・松山大学）評議員就任(1969年)
- 文部省大学設置審議会専門委員
- 大蔵省公認会計士審査会試験委員

### 学会活動
- 1977年：日本経営学会理事長[2]
- 1968年：社団法人日本労使関係研究協会理事就任
- 1972年～1975年：日本経済学会連合理事

## 受賞・栄典
- 1976年：経営学上の業績が評価され紫綬褒章を受章。
- 1982年：勲二等瑞宝章受章。
- 2000年：叙従三位。

## 研究内容・業績
専門は経営学。増地庸治郎門下で、研究による真理探究及びそれに基づく社会改良に経営学の価値を求めた。またドラッカーの経営学説を早い時期に紹介し、批判した経営学者でもある。(1959年　ドラッカー経営学説の研究　森山書店など)　
また教育者として名古屋高等商業学校（名古屋大学経済学部の前身）教授、一橋大学教授、中央大学教授等として教鞭をとり、1974年には教育功績者として文部大臣より表彰を受けた。

### 門下生
ゼミの教え子には下記がいる。
- 阿部光典(元東京国際大学教授)昆虫研究家[5]などがいる。
- 田島壮幸(一橋大学名誉教授)
- 平田光弘(一橋大学名誉教授)[6]
- 村瀬哲司(京都大学名誉教授)
- 林栄夫(元東京都立大学 (1949-2011)教授)[7]
- 山岡煕子(東京都立商科短期大学名誉教授)[8]
- 村田和彦(一橋大学名誉教授)[9]